# Allison Beckford
Allison Beckford, född den 8 maj 1979, är en jamaicansk friidrottare som tävlar på 400 meter och på 400 meter häck.
Beckfords genombrott kom när hon 1998 blev tvåa vid VM för juniorer på 400 meter häck. Hon deltog vid VM 2001 på 400 meter men tog sig inte vidare från försöken. Hon deltog även vid VM 2003 då hon blev bronsmedaljör på 4 x 400 meter tillsammans med Lorraine Fenton, Ronetta Smith och Sandie Richards. Individuellt deltog hon på 400 meter häck där hon blev utslagen i semifinalen.
Hon deltog även vid Olympiska sommarspelen 2004 där hon blev utslagen i försöken på 400 meter.

## Personliga rekord
- 400 meter - 50,83
- 400 meter häck - 55,12